# Caherboshina
Caherboshina (ou em irlandês Cathar Bó Sine) é uma pequena vila situada aproximadamente a 4 quilômetros de Daingean Uí Chúis ou Dingle. 